# Feistritz an der Drau-Neusiedlung
Feistritz an der Drau-Neusiedlung je naselje v Občini Špatrjan v Okraju Beljak-dežela na Koroškem v Avstriji.